# Kristian Mantzius

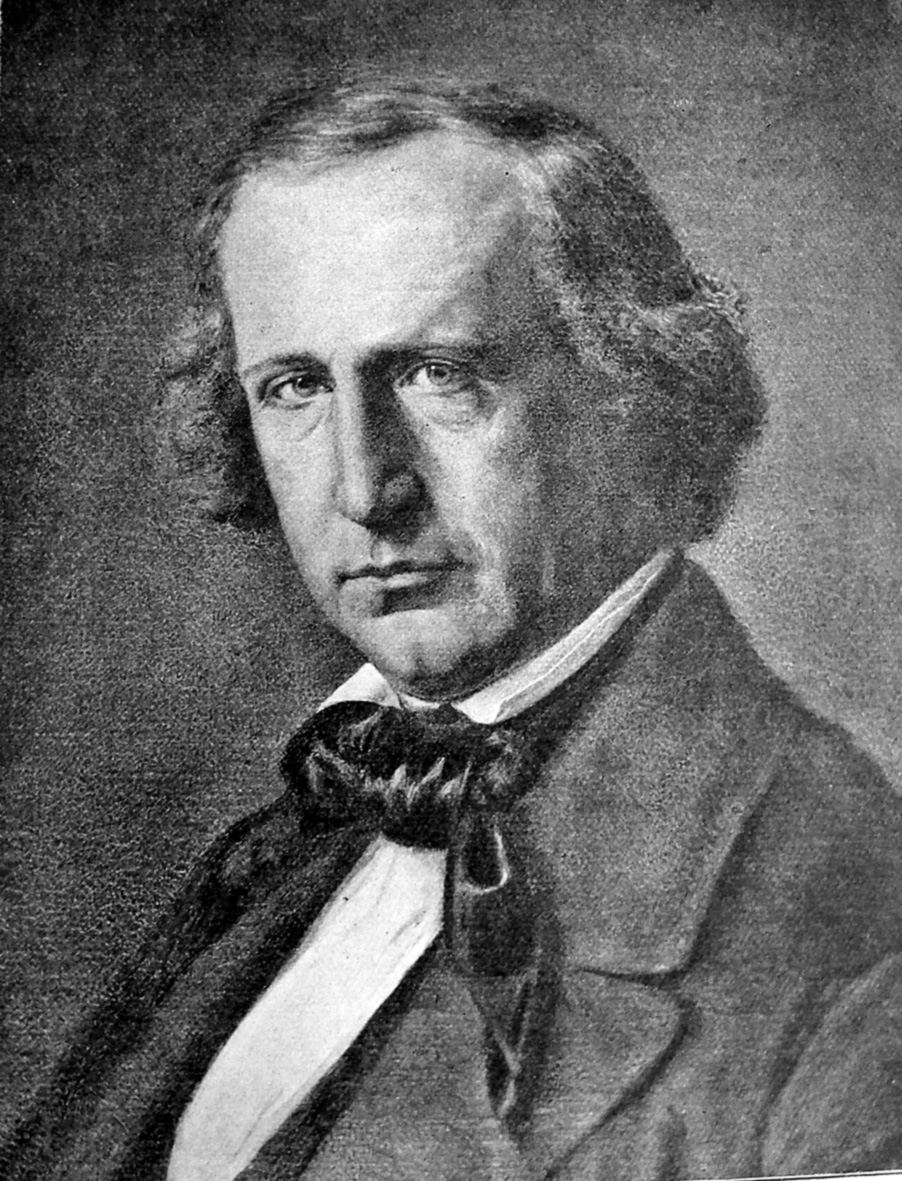
Kristian Mantzius

Kristian Mantzius, född Kristian Andreas Leopold Mantzius 4 november 1819 i Viborg i Danmark, död 5 juni 1879, var en dansk skådespelare. Han var far till skådespelaren Karl Mantzius.
Mantzius studerade teologi vid Köpenhamns universitet. Han övergav studierna och debuterade som skådespelare vid Det kongelige Teater 1842.  Han engagerades till den fasta ensemblen 1848, efter önskemål från Frederik VII. Han trivdes inte vid teatern och slutade på egen begäran 1858 för att arbeta vid Folketeatret i Köpenhamn. Efter ett par år återvände han till Det kongelige Teater, men han avskedades utan pension 17 april 1871 men med möjlighet att återvända till teatern som gästskådespelare.
- Wikimedia Commons har media som rör Kristian Mantzius.